# Station Bradford Forster Square
Bradford Forster Square is een spoorwegstation van National Rail in Bradford, Bradford in Engeland. Het station is eigendom van Network Rail en wordt beheerd door Northern Rail. Het station is geopend in 1846.